# Eymir
Eymir ist ein Dorf im Landkreis Denizli der gleichnamigen türkischen Provinz. Eymir liegt etwa 37 km nördlich der Provinzhauptstadt Denizli. Eymir hatte laut der letzten Volkszählung 246 Einwohner (Stand Ende Dezember 2010).